# Thora Bjorg Helga
Thora Bjorg Helga (née le 16 avril 1989) est une actrice islandaise connue pour son rôle principal dans le film Metalhead de Ragnar Bragason, grâce auquel elle a remporté l'Academy Award islandais de la meilleure actrice en 2014 pour son rôle dans ce film, qui a été présenté au Festival international du film de Toronto en septembre 2013. Elle a également joué dans le film Survivre de Baltasar Kormákur (2013), où son interprétation lui vaut une nomination pour l'Academy Award de la meilleure actrice secondaire,. L'actrice tient aussi un rôle dans le film islando-américain Autumn Lights.

## Filmographie

### Cinéma
- 2011 : Litlir hlutir (court-métrage) : Ásta
- 2011 : Ódauðleg ást (court-métrage) : Petite amie
- 2012 : Sacrifice (court-métrage) : Gabriella
- 2012 : Survivre : Halla
- 2013 : Metalhead : Hera Karlsdottir (adulte)
- 2014 : Corruption 2 - Le sang des braves : Ragna
- 2016 : Autumn Lights : Eva
- 2016 : Patient Seven : Petite amie

### Télévision
- 2017 : Fangar (Série TV) : Linda